# 城东镇 (开原市)
城东镇，是中华人民共和国辽宁省铁岭市开原市下辖的一个乡镇级行政单位。原为城东乡，2013年撤乡设镇。

## 行政区划
城东镇下辖以下地区：
城东村、杨堡村、后马市堡村、秀水村、冯家屯村、赵家台村、姜家村、开原站村、放牛村、潘家屯村、狮子沟村和孟家村。